# Военно-доменная камера
Военно-доменная камера (нем. Kriegs- und Domänenkammer) — провинциальные учреждения в Пруссии, созданные при короле Фридрихе Вильгельме I в 1723 году для управления в провинциях. Военно-доменные камеры являются предшественниками повсеместно введённых после Венского конгресса 1815 года административных округов.

## Список камер
| Военно-доменная камера             | Подконтрольная территория              | Период    | Округ-последователь  |
| ---------------------------------- | -------------------------------------- | --------- | -------------------- |
| ВДК Ансбах                         |                                        |           |                      |
| ВДК Байрот                         |                                        |           |                      |
| Восточнопрусская ВДК в Кёнигсберге | Восточная Пруссия                      | 1722—1808 | Кёнигсберг           |
| Литовская ВДК в Гумбиннене         | Прусская Литва (Восточная Пруссия)     | 1724—1808 | Гумбиннен            |
| ВДК Минден-Равенсберг              | княжество Минден и графство Равенсберг | 1719—1807 | (территория утеряна) |
| Померанская ВДК в Штеттине         | Прусская Померания                     | 1723—1808 | Штеттин; Кёслин      |
| ВДК Хальберштед                    |                                        | 1723—1808 |                      |
| ВДК Курмарк                        |                                        | 1723—1809 |                      |
| ВДК Ноймарк                        | Ноймарк                                | 1733—1809 |                      |
| ВДК Верхней Силезии в Оппельне     | Прусская Силезия                       | 1742—1808 | Оппельн              |
| ВДК Центральной Силезии в Бреслау  | Прусская Силезия                       | 1742—1808 | Бреслау              |
| ВДК Нижней Силезии в Глогау        | Прусская Силезия                       | 1742—1808 | Лигниц               |
| Западнопрусская ВДК                | Западная Пруссия                       | 1772—1808 | Данциг; Мариенвердер |
| ВДК Марк в Хамме                   | графство Марк                          | 1787—1808 | (территория утеряна) |
| Южнопрусская ВДК в Позене          | Южная Пруссия                          | 1793—1806 | (территория утеряна) |
| Нововосточнопрусская ВДК           | Новая Восточная Пруссия                | 1795—1806 | (территория утеряна) |
| ВДК Айхсфельд-Эрфурт               |                                        | 1802—1806 |                      |